# Industriebahn Münster–Cannstatt
| Streckenlänge: | 4 km                 |                               |                               |
| Spurweite: | 1435 mm (Normalspur) |                               |                               |
| Stromsystem: | 550 Volt =           |                               |                               |
| Maximale Neigung: | 30 ‰                 |                               |                               |
| |                      |                               |                               |
| \| \| \| von Kornwestheim \| \| \| \| \| Stuttgart-Münster \| \| \| \| \| Ziegelwerke \| \| \| \| \| Stadtbahn von Remseck \| \| \| \| \| Kraftwerk Münster \| \| \| \| \| nach Untertürkheim \| \| \| \| \| Schauffele \| \| \| \| \| \| \| \| \| \| Kraftwerk Münster (Stadtbahn) \| \| \| \| \| J. A. Braun \| \| \| \| \| Stadtbahn Richtung Innenstadt \| \| \| \| \| M. Streicher \| \| \| \| \| Rössler & Weissenberger \| \| \| \| \| Bahnmeisterei mit Lokschuppen \| \| \| \| \| Mailänder \| \| \| \| \| \| \| \| \| \| Altenburger Steige \| \| \| \| \| WÜMAK \| \| \| \| \| Werner & Pfleiderer \| \| \| \| \| Eckardt \| \| \| \| \| Gustav Epple \| \| \| \| \| Norma \| \| \| \| \| Fortuna \| \| |                      |                               |                               |
| Strecke |                      | von Kornwestheim              | von Kornwestheim              |
| Bahnhof |                      | Stuttgart-Münster             | Stuttgart-Münster             |
| Abzweig quer und von links (Strecke außer Betrieb) · Abzweig geradeaus und ehemals nach rechts |                      | Ziegelwerke                   | Ziegelwerke                   |
| Strecke · U-Bahn-Strecke von links · U-Bahn-Strecke quer |                      | Stadtbahn von Remseck         | Stadtbahn von Remseck         |
| Strecke (außer Betrieb) · Strecke · U-Bahn-Strecke |                      | Kraftwerk Münster             | Kraftwerk Münster             |
| Strecke (außer Betrieb) · Strecke nach links · Strecke Anfang Hochstrecke und quer · U-Bahn-Kreuzung mit Eisenbahn · Kreuzung (Strecke geradeaus außer Betrieb) |                      | nach Untertürkheim            | nach Untertürkheim            |
| Abzweig geradeaus und nach rechts (Strecke außer Betrieb) · Strecke von links (außer Betrieb) · Strecke quer (außer Betrieb) · U-Bahn-Kreuzung mit Eisenbahn (Querstrecke außer Betrieb) · Abzweig geradeaus und nach rechts (Strecke außer Betrieb) |                      | Schauffele                    | Schauffele                    |
| Strecke (außer Betrieb) · Strecke (außer Betrieb) · Strecke von links (außer Betrieb) · U-Bahn-Kreuzung mit Eisenbahn (Querstrecke außer Betrieb) · Strecke nach rechts (außer Betrieb) |                      |                               |                               |
| Strecke (außer Betrieb) · Strecke (außer Betrieb) · Strecke (außer Betrieb) · U-Bahn-Haltepunkt / Haltestelle |                      | Kraftwerk Münster (Stadtbahn) | Kraftwerk Münster (Stadtbahn) |
| Strecke (außer Betrieb) · Strecke (außer Betrieb) · Abzweig geradeaus und von links (Strecke außer Betrieb) · U-Bahn-Kreuzung mit Eisenbahn (Querstrecke außer Betrieb) |                      | J. A. Braun                   | J. A. Braun                   |
| Strecke (außer Betrieb) · Strecke (außer Betrieb) · Strecke (außer Betrieb) · U-Bahn-Strecke nach links · U-Bahn-Strecke quer |                      | Stadtbahn Richtung Innenstadt | Stadtbahn Richtung Innenstadt |
| Strecke (außer Betrieb) |                      | M. Streicher                  | M. Streicher                  |
| Strecke (außer Betrieb) · Abzweig geradeaus und nach links (Strecke außer Betrieb) |                      | Rössler & Weissenberger       | Rössler & Weissenberger       |
| Strecke (außer Betrieb) · Dienststation / Betriebs- oder Güterbahnhof (Strecke außer Betrieb) |                      | Bahnmeisterei mit Lokschuppen | Bahnmeisterei mit Lokschuppen |
| Strecke (außer Betrieb) · Abzweig geradeaus und nach links (Strecke außer Betrieb) |                      | Mailänder                     | Mailänder                     |
| Strecke nach links (außer Betrieb) · Abzweig geradeaus und von rechts (Strecke außer Betrieb) |                      |                               |                               |
| Kreuzung mit U-Bahn (Strecken außer Betrieb) |                      | Altenburger Steige            | Altenburger Steige            |
| Abzweig geradeaus und nach links (Strecke außer Betrieb) |                      | WÜMAK                         | WÜMAK                         |
| Abzweig geradeaus und nach links (Strecke außer Betrieb) |                      | Werner & Pfleiderer           | Werner & Pfleiderer           |
| Abzweig geradeaus und nach links (Strecke außer Betrieb) |                      | Eckardt                       | Eckardt                       |
| Abzweig geradeaus und nach rechts (Strecke außer Betrieb) |                      | Gustav Epple                  | Gustav Epple                  |
| Blockstelle (Strecke außer Betrieb) |                      | Norma                         | Norma                         |
| |                      | Fortuna                       |                               |

Die Industriebahn Münster–Cannstatt – vereinfacht auch Industriebahn Münster genannt – ist eine ehemalige Industrieanschlussbahn im Stadtgebiet von Stuttgart. Sie war zwischen 1926 und 2000 in Betrieb, führte von Münster (seit 1931 Stuttgart-Münster) nach Stuttgart-Cannstatt (seit 1933 Stuttgart-Bad Cannstatt) und diente ausschließlich dem Güterverkehr. 
Sie zweigte im westlichen Einfahrtsbereich des Bahnhofs Stuttgart-Münster (Gleis 405, Weiche 448) von der Bahnstrecke Stuttgart-Untertürkheim–Kornwestheim ab und bediente von dort aus diverse Gleisanschlüsse, von denen sich die meisten im tiefer gelegenen Neckartal befanden. Die gesamte Streckenlänge betrug circa vier Kilometer, etwas über ein Kilometer im Zuge der Glockenstraße und der Straße Im Schwenkrain war dabei ähnlich einer Straßenbahn straßenbündig trassiert. Der Großteil der Strecke sowie alle Anschlüsse befanden sich auf Cannstatter Gemarkung, lediglich die ersten circa 100 Meter der Bahn lagen auf dem Gebiet von Münster. 

## Geschichte

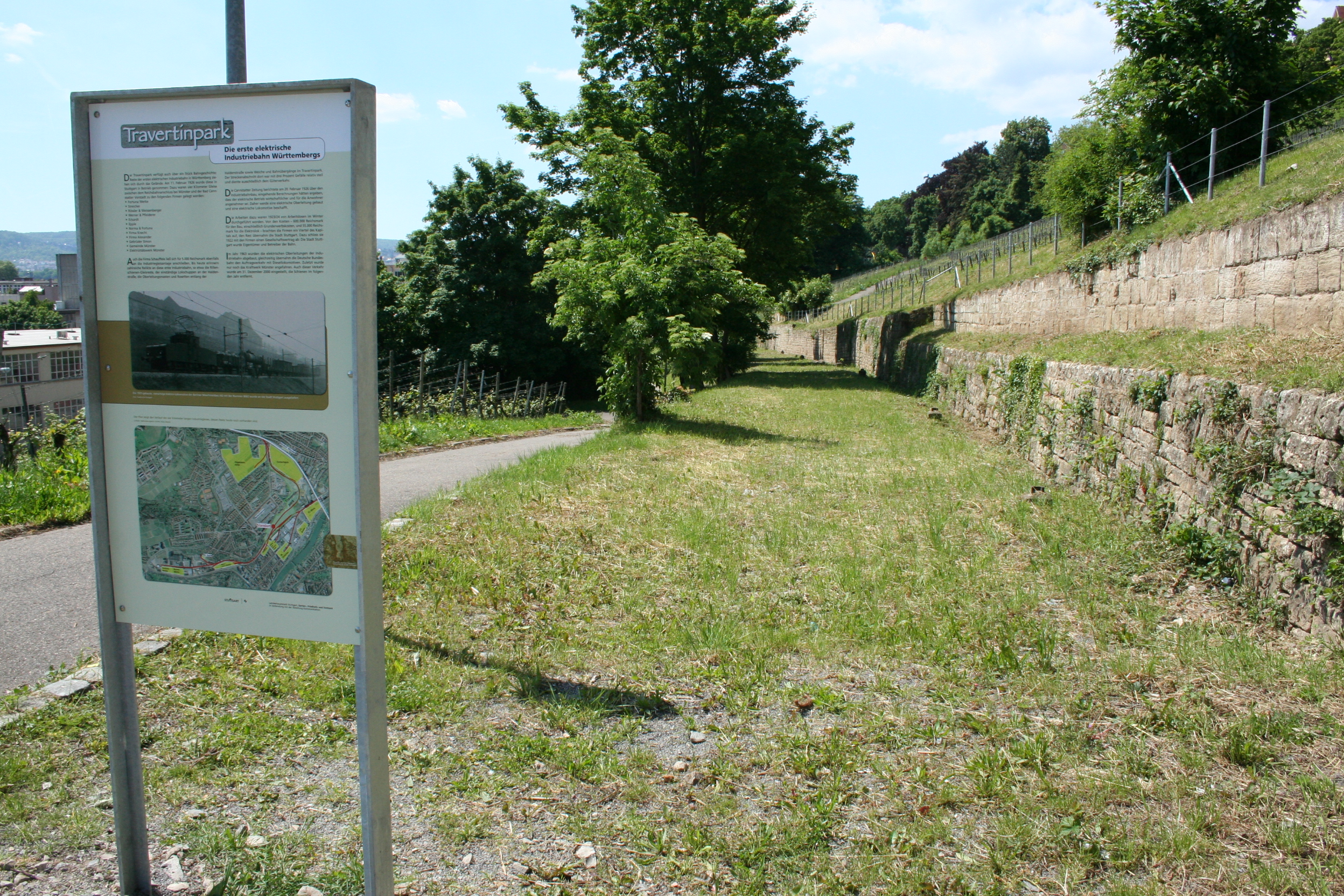
Im Bereich der ehemaligen Steilrampe erinnert eine Informationstafel an die Bahn

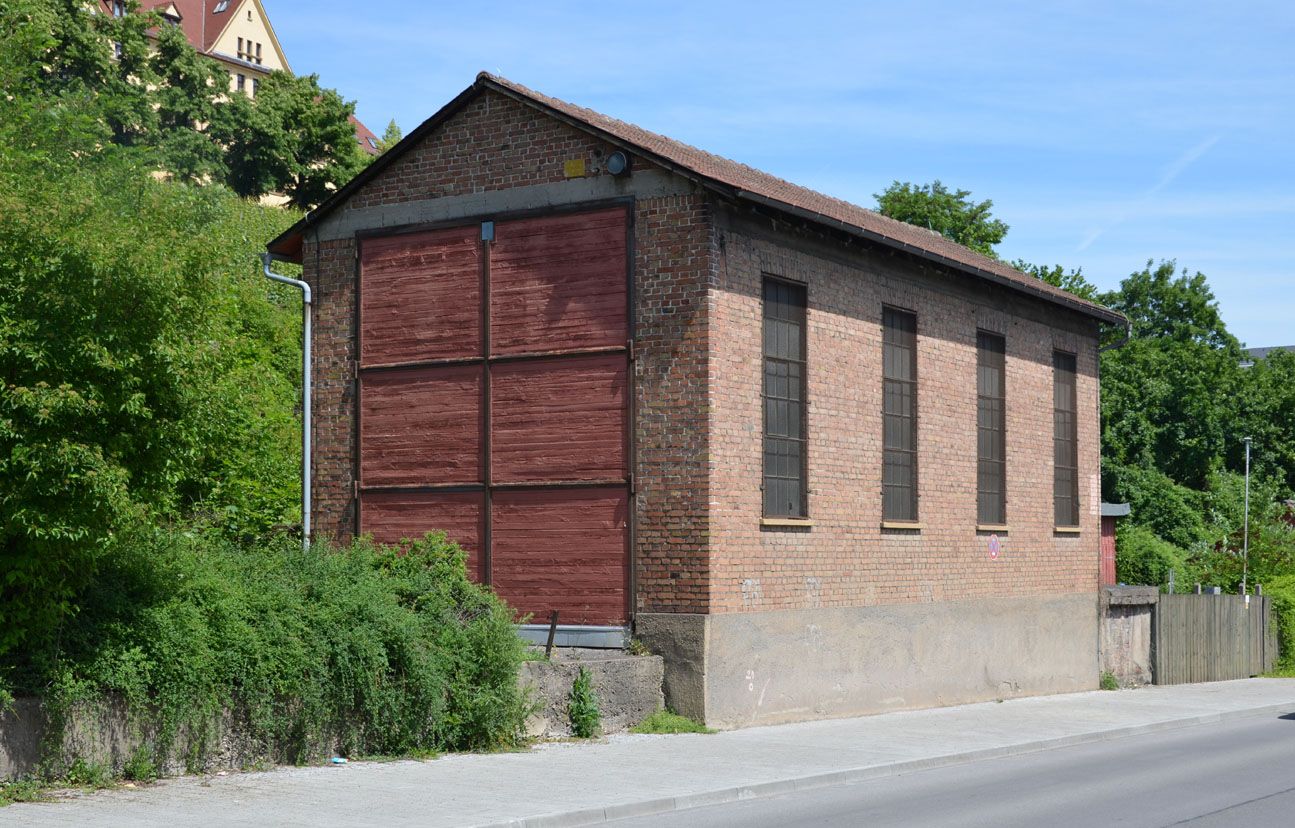
Der ehemalige Lokschuppen an der Haldenstraße im Mai 2011

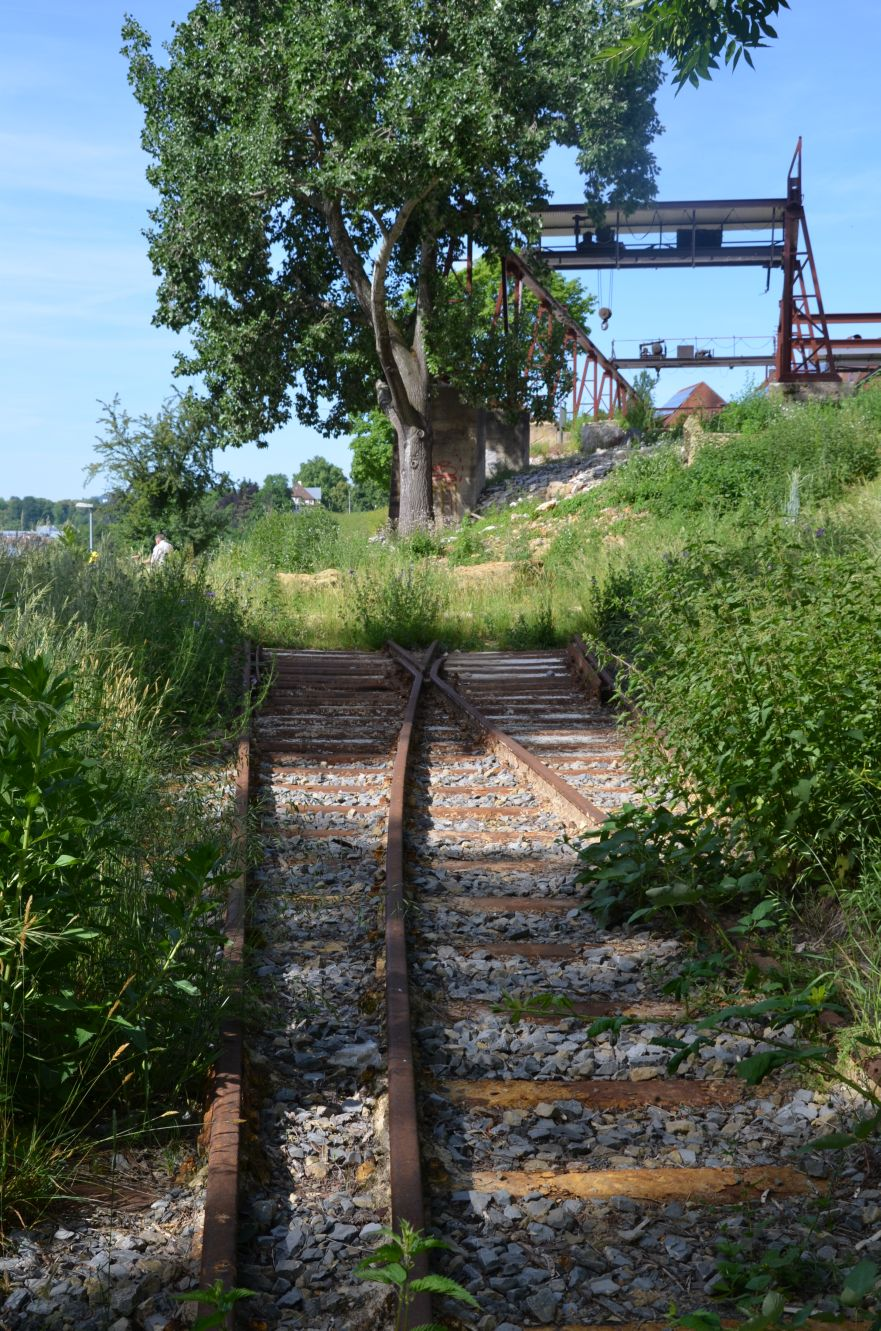
Der aus historischen Gründen erhalten gebliebene Anschluss Schauffele

Zwar besaß Cannstatt schon ab 1845 durch die Filstalbahn einen Anschluss an das Netz der Königlich Württembergischen Staats-Eisenbahnen, jedoch lagen die gesamten Bahnanlagen rechts des Neckars. Im Zuge der zunehmenden Industrialisierung in der zweiten Hälfte des 19. Jahrhunderts machte sich daher das Fehlen eines Anschlusses der links des Neckars gelegenen Neckarvorstadt, wo sich zahlreiche Betriebe ansiedelten, immer deutlicher bemerkbar. Die Chance zur Erschließung der Neckarvorstadt ergab sich durch die 1896 eröffnete Schusterbahn von Untertürkheim nach Kornwestheim, an der Münster schon beim Bau einen Bahnhof erhalten hatte. 
1922 schloss die Stadt Stuttgart mit den von der künftigen Industriebahn profitierenden Cannstatter Unternehmen einen Gesellschaftervertrag ab. Von den Kosten – 600.000 Reichsmark für den Bau, einschließlich Grunderwerbskosten, und 55.000 Reichsmark für die zu beschaffende Lokomotive – brachten die Firmen ein Viertel des Kapitals auf. Den Rest übernahm die Stadt selbst, die sowohl Eigentümerin als auch Betreiberin der Bahn wurde. Die ersten Arbeiten wurden von Arbeitslosen im Winter 1923/24 durchgeführt, jedoch konnte die Anlage letztlich erst am 11. Februar 1926 eröffnet werden. Bei ihrer Inbetriebnahme bediente die Bahn folgende elf Anschlüsse: 
- Kraftwerk Münster, ehemals Elektrizitätswerk der Gemeinde Münster am Neckar
- M. Streicher
- Rössler & Weissenberger
- Werner & Pfleiderer
- Eckardt
- Gustav Epple Bauunternehmung
- Norma-Werke
- Fortuna-Werke
- Württembergische Metallmanufaktur Adolf Knecht (WÜMAK), später Mahle
- Firma Alexander
- Gebrüder Simon

Folgende Unternehmen erhielten nachträglich einen Gleisanschluss:
- Ziegelwerke Höfer, später Süddeutsche Ziegelwerke
- Travertinsteinbruch Schauffele (für 5000 Reichsmark)
- J. A. Braun Bitumitektwerk
- J. G. Mailänder Druckmaschinenfabrik

Die Industriebahn war ursprünglich mit Gleichstrom mit einer Spannung von 550 Volt elektrifiziert und die erste normalspurige elektrische Güterbahn in Württemberg. An der Haldenstraße stand ihr eine eigene Bahnmeisterei sowie ein einständiger Lokschuppen zur Verfügung. 
Besonderes Merkmal der Strecke war die etwa einen Kilometer lange Steilrampe durch die Weinberge unterhalb des Römerkastells und dem heutigen Stadtteil Hallschlag. Diese war mit drei Prozent Gefälle relativ steil und führte vom Niveau des König-Wilhelm-Viadukts hinab ins Neckartal. Auf engstem Raum waren hier zwischen der Ausweiche auf Höhe der Zuckerfabrik und der Haldenstraße etwa 35 Höhenmeter zu überwinden, dieser Abschnitt war das Kernstück der Bahn. Diese anspruchsvolle Trassierung trug maßgeblich dazu bei, die Strecke zu elektrifizieren. Eingehende Berechnungen hatten ergeben, dass der elektrische Betrieb wirtschaftlicher und für die Anwohner angenehmer sei als der Betrieb mit Dampflokomotiven. 
Eine weitere Besonderheit war die niveaugleiche Kreuzung mit den meterspurigen Gleisen der Straßenbahn Stuttgart. Am Fuße der Altenburger Steige kreuzte die Industriebahn die Straßenbahnstrecke in den Hallschlag, dort gab es auch eine Oberleitungs-Kreuzung.
1963 wurde der elektrische Fahrdraht der Industriebahn abgeschaltet, die Oberleitung 1966 abgebaut. Anschließend übernahm die Deutsche Bundesbahn (DB) den Betrieb mit Diesellokomotiven. Eisenbahninfrastrukturunternehmen der Strecke blieb die Stadt Stuttgart selbst, die Deutsche Bundesbahn bediente sie fortan im Auftragsverkehr.
Ab dem 12. Juni 1964 kamen an der Neckartalstraße gleich drei weitere niveaugleiche Kreuzungen mit der SSB dazu, damals erhielt die Straßenbahnstrecke nach Stuttgart-Mühlhausen – die heutige Stadtbahnlinie U14 – eine neue Trasse durch die Neckartalstraße, die alte Streckenführung durch die Voltastraße wurde aufgelassen. Dafür entfiel 1969 die Kreuzung mit der Straßenbahn zum Hallschlag, damals wurde dieser Streckenast auf Omnibusbetrieb umgestellt.
In den letzten Jahren ihres Bestehens bediente die Industriebahn nur noch das Kraftwerk Münster, die Anschlüsse westlich der Kreuzung mit der Altenburger Steige wurden nicht mehr angefahren. Zum 31. Dezember 2000 legte die Stadt Stuttgart die Industriebahn Münster–Cannstatt schließlich gänzlich still. Schon 2001 wurden die Vignolschienen-Abschnitte demontiert, vom Abbau ausgenommen blieben lediglich die straßenbündig trassierten Abschnitte mit Rillenschienen.

## Gegenwart
Bis heute erinnern zahlreiche Relikte an die Industriebahn, neben den Rillenschienen-Gleisresten sind dies der Lokschuppen, elf Oberleitungsmasten (alle an der Haldenstraße) sowie einige Oberleitungsrosetten an den Häusern entlang der Strecke. Nach der Betriebseinstellung wurde darüber diskutiert, die Bahn für Mülltransporte aus der Region Neckar-Alb zum Kraftwerk zu reaktivieren, diese Pläne wurden mittlerweile jedoch wieder verworfen.

## Fahrzeuge

Die Elektrolokomotive von 1925 auf der Steilrampe oberhalb der Haldenstraße

Als Baulokomotive diente 1925 eine Dampflokomotive der Württembergischen Nebenbahnen (WN).Für den Betrieb der Bahn besaß die Stadt Stuttgart eine 1925 gebaute vierachsige Elektrolokomotive (mit der Achsfolge Bo´Bo´-el), sie wurde im Jahr vor der Eröffnung der Bahn von der Berliner Maschinenbau AG (BMAG) mit der Fabriknummer 8662 neu geliefert. Nach der 1963 erfolgten Aufgabe des elektrischen Betriebs wurde sie verschrottet. Sodann bediente zunächst die Deutsche Bundesbahn und danach die 1994 aus dieser hervorgegangene Deutsche Bahn die steigungsreiche Strecke mit leistungsstarken Lokomotiven der Baureihe V 90. Das Kraftwerk besaß darüber hinaus für Verschubdienste zwei eigene Rangierlokomotiven sowie einen Zweiwege-Unimog.